# Cylindrostoma triste
Cylindrostoma triste är en plattmaskart. Cylindrostoma triste ingår i släktet Cylindrostoma och familjen Cylindrostomidae. Inga underarter finns listade i Catalogue of Life.